# فیتزجرالد ۳۶۶۵
سیارک ۳۶۶۵ (به انگلیسی: 3665 Fitzgerald، نامگذاری:1979FE) سه هزار و ششصد و شصت و پنجمین سیارک کشف شده‌است که در ۱۹ مارس ۱۹۷۹ کشف شد.
قدر مطلق سیارک برابر ۱۲٫۶۰ است.